# Wspólnota administracyjna Mönchberg
Wspólnota administracyjna Mönchberg – wspólnota administracyjna (niem. Verwaltungsgemeinschaft) w Niemczech, w kraju związkowym Bawaria, w rejencji Dolna Frankonia, w regionie Bayerischer Untermain, w powiecie Miltenberg. Siedziba wspólnoty znajduje się w miejscowości Mönchberg.
Wspólnota administracyjna zrzesza jedną gminę targową (Markt) oraz jedną gminę wiejską (Gemeinde): 
- Mönchberg, gmina targowa, 2 521 mieszkańców, 24,15 km²
- Röllbach, 1 729 mieszkańców, 12,42 km²